# Night Trap
Night Trap é um jogo eletrônico de 1992 desenvolvido pela Digital Pictures e originalmente lançado pela Sega para o Sega CD. O jogo é apresentado principalmente através do uso de full motion video (FMV). Em Night Trap, o jogador assume o papel de um agente especial encarregado de vigiar adolescentes (estrelado por Dana Plato) tendo uma festa do pijama visitando uma casa que, sem o conhecimento delas, está cheio de perigo. O jogador assiste a imagens de vigilância ao vivo da casa e aciona armadilhas para capturar qualquer pessoa vista colocando as meninas em perigo. O jogador pode alternar livremente sua visão entre diferentes câmeras para vigiar as meninas e escutar conversas para acompanhar a história e ouvir pistas. Críticas iniciais de Night Trap no Sega CD foram mistas. Ficou notável por ser o primeiro filme interativo no sistema e, portanto, foi visto como uma inovação em gênero e tecnologia. Os críticos foram rápidos em apontar as qualidades de filme B do jogo que lembravam filmes de terror adolescentes.
Em 9 de dezembro de 1993, o Congresso dos Estados Unidos iniciou audiências sobre violência em jogos eletrônicos e a comercialização de jogos violentos para crianças. Night Trap  estava no centro do debate. Night Trap foi levado ao conhecimento do senador dos Estados Unidos Joe Lieberman, que disse: "Acaba com esta cena de ataque a esta mulher de lingerie, em seu banheiro. Eu sei que o criador do jogo disse que era para tudo ser uma sátira de Drácula; mas mesmo assim, achei que enviou a mensagem errada."  A pesquisa de Lieberman concluiu que o jogador médio de jogos eletrônicos tinha entre sete e doze anos e que os publicadores estavam promovendo violência para crianças. No Reino Unido, Night Trap foi discutido no parlamento. O ex-diretor de desenvolvimento da Sega Europe, Mike Brogan, observou que Night Trap trouxe publicidade à Sega e ajudou a reforçar a imagem da Sega como uma "empresa ousada com atitude". Apesar do aumento das vendas, a Sega retirou Night Trap das lojas e o relançou com revisões em 1994. Após as audiências no Congresso, os fabricantes de jogos se uniram em 1994 para estabelecer um sistema de classificação unificado, o Entertainment Software Rating Board.